# 纳瓦尔莫拉莱霍
纳瓦尔莫拉莱霍，是西班牙卡斯蒂利亚-拉曼恰托莱多省的一个市镇。总面积23平方公里，总人口65人（2001年），人口密度3人/平方公里。